# Byfjord (Stavanger)
Der Byfjord ist ein Fjord in der westnorwegischen Provinz Rogaland. Er bildet die Einfahrt in den Hafen von Stavanger und endet im Stadtzentrum.

## Lage
Der Byfjord beginnt am Leuchtturm Tungenes fyr an der Nordspitze der Landzunge Tungeneset in der Gemeinde Randaberg und führt von dort in südöstlicher Richtung, bis er nach etwa 10 Kilometern im Hafen von Stavanger, Vågen, endet. Auf seiner Nordseite liegen die Inseln Bru, Åmøy und Hundvåg mit der Halbinsel Buøy, auf der Südseite das Festland mit den Vororten von Stavanger. Bei Hundvåg mündet der Åmøyfjord in den Byfjord. An seiner tiefsten Stelle nahe Tungeneset ist der Byfjord etwa 170 Meter tief.

## Verkehr
Die dreiteilige Bybrua verbindet die Innenstadt von Stavanger mit Buøy und Hundvåg sowie einigen kleineren Inseln. Weiter nördlich verbindet der fast sechs Kilometer lange Unterwassertunnel Byfjordtunnel Mekjarvik in Randaberg mit der Insel Sokn (siehe auch: Bautastein von Sokn). Hier legen auch die Fähren an, die die Inselgemeinde Kvitsøy mit dem Festland verbinden.